# Lebia menetriesi
Lebia menetriesi es una especie de escarabajos de tierra, en la subfamilia Harpalinae que se puede encontrar en la parte sur de Ucrania y de Rusia.